# Batik-Del Monte
L'equip Batik-Del Monte, conegut anteriorment també com a Mecair o Gewiss, va ser un equip ciclista italià de ciclisme en ruta que va competir de 1993 a 1997.
No s'ha de confondre amb l'equip Gewiss-Bianchi ni amb el Ballan.

## Principals resultats
- Euskal Bizikleta: Piotr Ugriúmov (1993)
- Tirrena-Adriàtica: Giorgio Furlan (1994)
- Lieja-Bastogne-Lieja: Ievgueni Berzin (1994)
- Fletxa Valona: Moreno Argentin (1994)
- Volta a Llombardia: Vladislav Bóbrik (1994)
- Milà-Torí: Stefano Zanini (1995)
- Gran Premi de Frankfurt: Francesco Frattini (1995)
- Setmana Catalana: Francesco Frattini (1995)
- Milà-Sanremo: Giorgio Furlan (1994), Gabriele Colombo (1996)
- Amstel Gold Race: Stefano Zanini (1996)
- París-Tours: Nicola Minali (1995, 1996)

### A les grans voltes
- Giro d'Itàlia
  - 5 participacions (1993, 1994, 1995, 1996, 1997)
  - 11 victòries d'etapa:
    - 3 el 1993: Moreno Argentin (2), Piotr Ugriúmov
    - 4 el 1994: Moreno Argentin, Ievgueni Berzin (3)
    - 2 el 1995: Nicola Minali, Ievgueni Berzin
    - 2 el 1996: Ivan Gotti, Ievgueni Berzin

  - 1 classificacions finals:
    - 1994: Ievgueni Berzin

  - 2 classificacions secundàries:
    - Classificació dels joves: Ievgueni Berzin (1994)
    - Classificació per equips: (1995)

- Tour de França
  - 4 participacions (1994, 1995, 1996, 1997)
  - 7 victòries d'etapa:
    - 4 el 1994: Nicola Minali, Bjarne Riis, Piotr Ugriúmov (2)
    - 1 el 1996: Ievgueni Berzin
    - 2 el 1997: Nicola Minali (2)

- Volta a Espanya
  - 2 participacions (1995, 1996)
  - 7 victòries d'etapa:
    - 3 el 1995: Nicola Minali (3)
    - 4 el 1996: Nicola Minali (4)

  - 0 classificacions secundàries:

## Classificacions UCI
| Temporada | Classificació per equips | Millor ciclista en la classificació individual |
| --------- | ------------------------ | ---------------------------------------------- |
| 1995      | 4t                       | Ievgueni Berzin (7è)                           |
| 1996      | 12è                      | Ievgueni Berzin (29è)                          |
| 1997      | 26è                      | Nicola Minali (93è)                            |